# Aeroportul Internațional Appleton
Aeroportul Internațional Appleton (IATA: ATW, ICAO: KATW, FAA LID: ATW) este un aeroport din Greenville⁠(d), Comitatul Outagamie, Wisconsin, Wisconsin, Statele Unite ale Americii ce deservește zona Appleton. Aeroportul a fost tranzitat în 2022 de 832.780 de pasageri. A fost deschis în 22 august 1965 și numit după zona deservită.
Situat la o altitudine de 280 m, aeroportul dispune de 2 piste.

## Infrastructură

### Piste
Aeroportul dispune de 2 piste. Pista 3/21 are suprafața de beton și dimensiunile 2.439 m × 150 picioare. Pista 12/30 are suprafața de beton și dimensiunile 1.982 m × 150 picioare. 